# غاري بريان
غاري بريان (بالإنجليزية: Gary Bryan)‏ هو دي جيه أمريكي، ولد في 15 يناير 1952 في فيلادلفيا في الولايات المتحدة.